# Шахматна пеперуда
Шахматна пеперуда (Melanargia galathea) е вид пеперуда, срещаща се и в България.

## Описание
Крилете са с размери 5,3 cm при мъжките, а при женските са 5,8 cm. Пеперудата черна с бели петна отгоре, а отдолу е бяла с черни „вени“ и два реда напречни линии със сив цвят.

## Разпространение
Разпространена е в Европа, Мала Азия и Кавказ.

## Начин на живот и хранене
Предпочита ливади с храстова растителност до около 1800 м. н.в. Основни хранителни растения за гъсениците са видове от род Festuca.